# Chrysophila
Chrysophila é um gênero de mariposa pertencente à família Crambidae.